# سیارک ۵۷۰۶
سیارک ۵۷۰۶ (به انگلیسی: 5706 Finkelstein، نامگذاری:1971SS1) پنج هزار و هفتصد و ششمین سیارک کشف شده‌است که در ۲۳ سپتامبر ۱۹۷۱ کشف شد.
قدر مطلق سیارک برابر ۱۲٫۷۰ است.